# اچ‌ام‌اس تمز(۱۷۵۸)
اچ‌ام‌اس تمز(۱۷۵۸) (به انگلیسی: HMS Thames (1758)) یک کشتی است که طول آن ۱۲۷ فوت ۰ اینچ (۳۸٫۷۱ متر) می‌باشد. این کشتی در سال ۱۷۵۸ ساخته شد.